# Победа (платформа Ярославского направления МЖД)
Победа (Пролетарская победа) — ликвидированный остановочный пункт / пассажирская платформа Ярославского направления МЖД (железнодорожная ветка Мытищи — Пирогово) в бывшем Мытищинском районе Московской области. Названа в честь фабрики «Пролетарская победа» в пос. Пироговский.
Построена в 30-е годы XX века.
Одна платформа, боковая. Кассы располагались на этой же платформе. Построена по такому же типу, как и платформа Динамо. К северо-западу от платформы располагается переезд на Пироговском шоссе.
К платформе вели две узкие асфальтовые тропинки.
Платформа Победа была закрыта со всей веткой в 1997 году. Она «прожила» дольше, чем Пирогово и Динамо. Пассажирская платформа и павильон сохранялись неповреждёнными до осени 2007 года, после чего были разрушены. Сейчас сохранилась только лесенка, которая вела на платформу. В декабре 2008 года разрушили и павильон на переезде.

Разработан план перспективного строительства (восстановления) железнодорожной ветки от ст. Мытищи до п. Пироговский (как объект легкого метро в соответствии с генеральным планом г. Мытищи) с переносом платформы на Пироговский перекресток.
- Павильон, платформа снесена (2004)
- (2004)

Платформа была упомянута в «Топонимическом словаре Московской области» Е. М. Поспелова, изданном через 3 года после фактического её закрытия.